# Велимир Чокљат
Велимир Чокљат (Вировитица, 29. октобар 1958) је хрватски позоришни, телевизијски и филмски глумац.

## Филмографија
| Год.       | Назив                   | Улога                |
| ---------- | ----------------------- | -------------------- |
| 1980.-те   |                         |                      |
| 1985.      | Пут у рај               |                      |
| 1986.      | Обећана земља           |                      |
| 1987.      | На крају пута           |                      |
| 1990.-те   |                         |                      |
| 1997.      | Олујне тишине 1895-1995 | племић Јосип Радочај |
| 2000.-те   |                         |                      |
| 2004—2006  | Забрањена љубав         | Стјепан Новак        |
| 2008.      | Закон љубави            | Срећко Крамарић      |
| 2008.      | Хитна 94                | Бранко Шибл          |
| 2009—2011. | Најбоље године          | Ђука Лотар           |
| 2010.-те   |                         |                      |
| 2010.      | Нова у Драгошју         | Ђука Лотар           |
| 2015.      | Црно-бијели свет        | старији водник       |
| 2015.      | Куд пукло да пукло      | повереник Крпан      |
| 2015.      | Хорватови               | отац Себастијан      |
| 2016.      | Златни двори            | Франческо Дел Бјанко |